# Đối liên tập
Đối liên tập (chữ Nôm: 對聯集) là tên một thư tịch cổ của Việt Nam được viết bằng chữ Nôm. Sách gồm 52 trang. Phần đầu sưu tập câu đối ở nhiều nơi: Văn miếu đối, Thần từ đối, Thánh mẫu đối, Phật đối, Tổ đường đối, Tĩnh môn đối, Y thánh sư đối, Học đường đối, Tiên tổ đối, Toá quân đối, Du xuân đối, Thư sàng, Thiền lâm ẩn dật. Câu đối riêng về các nghề: nghề xem địa lý, lương y, thương nhân, ngư nhân, tiều phu, nông gia. Văn tế: Lư tế văn, Xuân thủ tế thiên quan thần linh tế văn, giao thừa tế văn, Trung đô môn sinh tế nghiệp sư văn.